# 張渝歌
張 渝歌（ちょう ゆか、1989年〈民国78年〉9月25日 - ）は台湾の推理作家、 小説家、脚本家、医師。本名は張 孝誠。

## 来歴
- 2010年 - 散文「冷色調的城市」で第1回南山生命保険（中国語版）文学賞受賞。
- 2012年 - 短編「我的愛情，你按讚」で中華電信文学賞（小説部門）受賞。
- 2012年 - 長編「只剩一抹光的城市」で文化部テレビドラマ脚本賞佳作。
- 2013年 - 短編「Siri代理人」が台湾推理作家協会賞二次選考に残る。
- 2013年 - 短編「走光」が金車推理微小説賞最終選考に残る。
- 2014年 - 初の単行本『只剩一抹光的城市』を出版、国立台湾文学館「文学好書」に選定される。
- 2014年 - 第2回華文推理大奨賽に短編「漁家傲・無極客棧」がノミネートされる。

## 作品リスト
単行本
- 『只剩一抹光的城市（一筋の光だけが残る街）』（白象出版、2014年3月） - 長編　ISBN 978-986-57-8045-6
- 『詭辯（詭弁）』（要有光、2015年5月） - 長編　ISBN 978-986-91-6552-5

雑誌掲載短編
- 寫生（『歳月・推理』2012年3月銀版）
- 走光（『歳月・推理』2013年12月銀版）
- 漁家傲・無極客棧（『歳月・推理』2014年11月銀版）
- 餘溫（『歳月・推理』2015年4月号）

## 参考
- 張渝歌 (zh)